# Al Mina'a Bassora
Maillots
Le Al Mina'a Sport Club (en arabe : نادي الميناء الرياضي), plus couramment abrégé en Al Mina'a, est un club irakien de football fondé en 1931 basé dans la ville de Bassorah.

## Palmarès
| Compétitions nationales                          |
| ------------------------------------------------ |
| - Championnat d'Irak (1) : - Champion : 1977-78. |